# كينشاسا

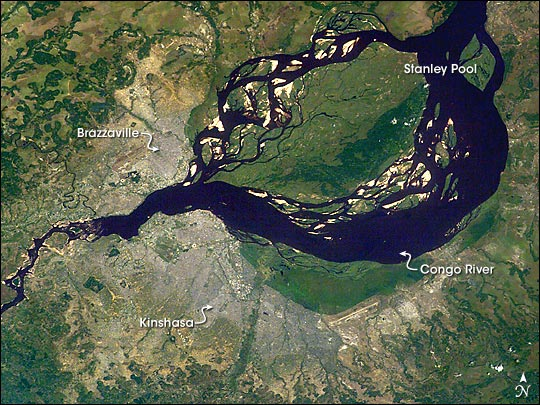
برازافيل & كِنشاسا

كينشاسا أو كِنشاسا أو كِنشاسة (بالفرنسية: Kinshasa، باللينغالا: Kinsásá)، كانت تُعرف سابقًا باسم ليوبولدفيل حتى 30 يونيو 1966، هي عاصمة وأكبر مدن جمهورية الكونغو الديمقراطية (زائير سابقاً). ويقُدِّر عدد سكانها بحلول عام 2024 بنحو 17,032 مليون نسمة ما يجعلها أكبر مدن أفريقيا من حيث السكان والمدينة الأكثر كثافة سكانية في جمهورية الكونغو الديمقراطية، والأكثر اكتظاظًا بالسكان في أفريقيا، ورابع أكبر عاصمة من حيث عدد السكان في العالم، وثالث أكبر منطقة حضرية في أفريقيا، والمركز الاقتصادي والسياسي والثقافي الرائد في جمهورية الكونغو الديمقراطية.
تقع المدينة في الجزء الغربي من البلاد، في الضفة الجنوبية لنهر الكونغو، وكانت كِنشاسا في السابق موقعًا لقرى الصيد والتجارة على طول نهر الكونغو، تأسست عام 1881 بواسطة المستكشف الأمريكي الإنجليزي هنري مورتون ستانلي، الذي أطلق عليها اسم ليوبولدفيل (Léopoldville)، نسبة إلى ليوبولد الثاني من بلجيكا، وقد أصبحت عاصمة الكونغو البلجيكية عام 1926. بعد الحرب العالمية الثانية، حدث تمرد معاد للبلجيكيين في يناير 1959، وحصلت على الاستقلال إثر ثورة في يونيو 1960، وقد أصبحت بعد ذلك أكبر المدن الأفريقية جنوب الصحراء الكبرى. استبدل اسمها بكِنشاسا عام 1966، وهو اسم منطقة احتلت نفس مكان هذه المدينة قبل الاحتلال. تعد مرفأ نهرياً ومركزاً تجارياً مهماً بالنسبة للبلاد، وأصبحت مركزاً ثقافياً وتعليمياً يقع بها جامعة كِنشاسا، التي تحتوي على متحف أثري، ومدرسة للاتصالات، ومركز أبحاث للطب الاستوائي. من بين المباني التاريخية في المدينة كنيسة مجتمع الإرسالية المعمدانية الأمريكية التي بنيت عام 1891، كما يوجد بها كاتدرائية كاثوليكية رومانية بنيت عام 1914. تحتوي المدينة أيضاً على ملعب رياضي ضخم يسع لـ 70000 متفرج. وهي معروفة كمركز للموسيقى الأفريقية الحديثة. يفصل نهر الكونغو بينها وبين برازافيل، عاصمة جارتها الكونغو.

## الجغرافيا

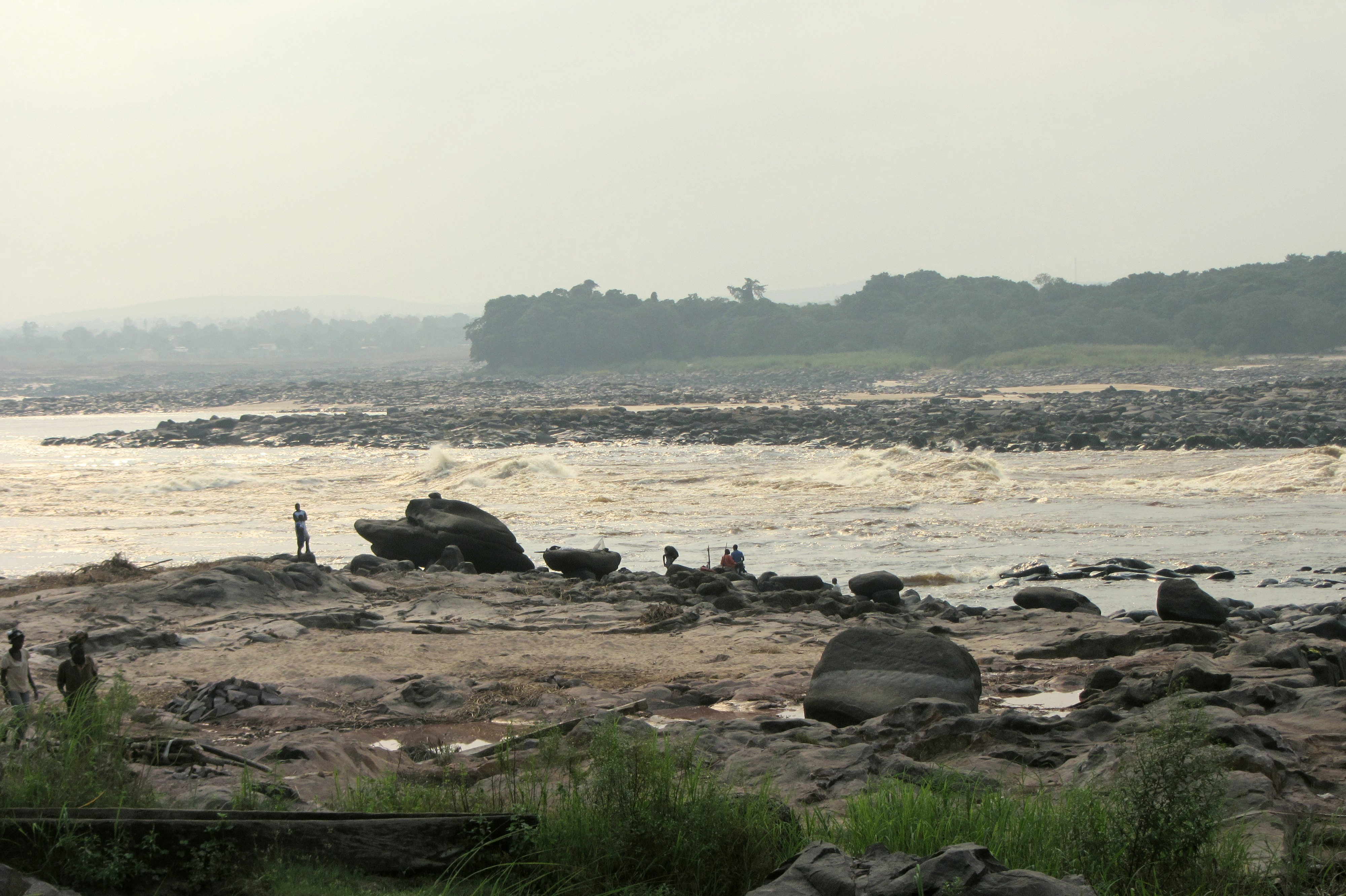
الفجر على ضفاف نهر الكونغو في بلدية نجاليما

تقع كِنشاسا في موقع استراتيجي على الضفة الجنوبية لحوض ماليبو الواسع ، الذي يمتد على مساحة 9965 كيلومترًا مربعًا، ويتخذ شكل هلال كبير فوق أرض منخفضة ومسطحة بمتوسط ارتفاع يتراوح حول 300 متر. تقع كِنشاسا بين خطي عرض 4° و5° وإحداثيات طولية 15° إلى 16°32 شرقًا، ويحدها من الشرق مقاطعات ماي ندومبي وكويلو وكوانجو، بينما يحدد نهر الكونغو حدودها الغربية والشمالية، ويرسم بشكل طبيعي الحدود مع جمهورية الكونغو. إلى الجنوب، تحددها مقاطعة الكونغو الوسطى.

### المناخ
يظهر الجدول التالي التغييرات المناخية على مدار السنة لكِنشاسا:
| البيانات المناخية لـكينشاسا                                                   | البيانات المناخية لـكينشاسا | البيانات المناخية لـكينشاسا | البيانات المناخية لـكينشاسا | البيانات المناخية لـكينشاسا | البيانات المناخية لـكينشاسا | البيانات المناخية لـكينشاسا | البيانات المناخية لـكينشاسا | البيانات المناخية لـكينشاسا | البيانات المناخية لـكينشاسا | البيانات المناخية لـكينشاسا | البيانات المناخية لـكينشاسا | البيانات المناخية لـكينشاسا | البيانات المناخية لـكينشاسا |
| الشهر                                                                         | يناير                       | فبراير                      | مارس                        | أبريل                       | مايو                        | يونيو                       | يوليو                       | أغسطس                       | سبتمبر                      | أكتوبر                      | نوفمبر                      | ديسمبر                      | المعدل السنوي               |
| ----------------------------------------------------------------------------- | --------------------------- | --------------------------- | --------------------------- | --------------------------- | --------------------------- | --------------------------- | --------------------------- | --------------------------- | --------------------------- | --------------------------- | --------------------------- | --------------------------- | --------------------------- |
| الدرجة القصوى °م (°ف)                                                         | 36 (97)                     | 36 (97)                     | 38 (100)                    | 37 (99)                     | 37 (99)                     | 37 (99)                     | 32 (90)                     | 33 (91)                     | 35 (95)                     | 35 (95)                     | 37 (99)                     | 34 (93)                     | 38 (100)                    |
| متوسط درجة الحرارة الكبرى °م (°ف)                                             | 30.6 (87.1)                 | 31.3 (88.3)                 | 32.0 (89.6)                 | 32.0 (89.6)                 | 31.1 (88.0)                 | 28.8 (83.8)                 | 27.3 (81.1)                 | 28.9 (84.0)                 | 30.6 (87.1)                 | 31.1 (88.0)                 | 30.6 (87.1)                 | 30.1 (86.2)                 | 30.4 (86.7)                 |
| المتوسط اليومي °م (°ف)                                                        | 25.9 (78.6)                 | 26.4 (79.5)                 | 26.8 (80.2)                 | 26.9 (80.4)                 | 26.3 (79.3)                 | 24.0 (75.2)                 | 22.5 (72.5)                 | 23.7 (74.7)                 | 25.4 (77.7)                 | 26.2 (79.2)                 | 26.0 (78.8)                 | 25.6 (78.1)                 | 25.5 (77.9)                 |
| متوسط درجة الحرارة الصغرى °م (°ف)                                             | 21.2 (70.2)                 | 21.6 (70.9)                 | 21.6 (70.9)                 | 21.8 (71.2)                 | 21.6 (70.9)                 | 19.3 (66.7)                 | 17.7 (63.9)                 | 18.5 (65.3)                 | 20.2 (68.4)                 | 21.3 (70.3)                 | 21.5 (70.7)                 | 21.2 (70.2)                 | 20.6 (69.1)                 |
| أدنى درجة حرارة °م (°ف)                                                       | 18 (64)                     | 20 (68)                     | 18 (64)                     | 20 (68)                     | 18 (64)                     | 15 (59)                     | 10 (50)                     | 12 (54)                     | 16 (61)                     | 17 (63)                     | 18 (64)                     | 16 (61)                     | 10 (50)                     |
| الهطول مم (إنش)                                                               | 163 (6.4)                   | 165 (6.5)                   | 221 (8.7)                   | 238 (9.4)                   | 142 (5.6)                   | 9 (0.4)                     | 5 (0.2)                     | 2 (0.1)                     | 49 (1.9)                    | 98 (3.9)                    | 247 (9.7)                   | 143 (5.6)                   | 1٬482 (58.4)                |
| متوسط أيام هطول الأمطار                                                       | 12                          | 12                          | 14                          | 17                          | 12                          | 1                           | 0                           | 1                           | 6                           | 10                          | 16                          | 14                          | 115                         |
| متوسط الرطوبة النسبية (%)                                                     | 83                          | 82                          | 81                          | 82                          | 82                          | 81                          | 79                          | 74                          | 74                          | 79                          | 83                          | 83                          | 80                          |
| ساعات سطوع الشمس الشهرية                                                      | 136                         | 141                         | 164                         | 153                         | 164                         | 144                         | 133                         | 155                         | 138                         | 149                         | 135                         | 127                         | 1٬739                       |
| المصدر #1: Climate-Data.org (tempetature) Weatherbase (extremes)              |                             |                             |                             |                             |                             |                             |                             |                             |                             |                             |                             |                             |                             |
| المصدر #2: Danish Meteorological Institute (precipitation, sun, and humidity) |                             |                             |                             |                             |                             |                             |                             |                             |                             |                             |                             |                             |                             |

## توأمة
لكِنشاسا اتفاقيات توأمة مع كل من:
- داكار
- برازافيل
- بروكسل
- طهران
- أوترخت
- أنقرة

## أعلام
- ستيف مانداندا
- ديكيمبي موتومبو
- لوران كابيلا
- بيري موليل
- فليكس تشيسكيدى
- أنطوان جيزينغا
- كلود ماكيليلي
- باسكال كاليمبا
- كريستيان بينتيكي